# TV Vader
Der TV Vader (stilisiert als EPOCH TV VADER) ist eine stationäre Spielkonsole der ersten Konsolengeneration, welche von dem japanischen Spielzeug- und Spielkonsolenhersteller Epoch-sha im Jahr 1980 ausschließlich in Japan zu einem Preis von 15.000 oder 16.500 Yen veröffentlicht wurde. Es ist der Nachfolger des Cassette TV Game und der Vorgänger des Cassette Vision. Auf dem System ist lediglich ein nicht erweiterbares Spiel, ein Farb-Klon von Space Invaders, vorinstalliert. Für den Cassette Vision wurde dieses Spiel ein Jahr später, 1981, unter dem Namen Battle Vader in Form eines Spielmoduls portiert.